# یواس‌اس تانکاوا (وای‌تی‌بی-۷۸۶)
یواس‌اس تانکاوا (وای‌تی‌بی-۷۸۶) (به انگلیسی: USS Tonkawa (YTB-786)) یک کشتی بود که طول آن ۱۰۹ فوت (۳۳ متر) بود. این کشتی در سال ۱۹۶۶ ساخته شد.